# Samplování
Samplování (vzorkování) je práce se zvukovými vzorky – samply. Jedná se o převzetí zvuku nebo části zvukové nahrávky, vzorku, a její znovuvyužití pro hudební nástroj nebo součásti jiné nahrávky.
Tuto činnost většinou provádí sampler – hudební nástroj realizovaný jako hardware nebo počítačový program. Práci se samply umožňují také specializované hudební programy.
V hudbě může samplování označovat vytváření skladby s využitím částí nahrávek jiných skladeb. Někdy může pojem samplování označovat pouze proces vytváření (záznam) zvukových vzorků.